# Angus
Nota: Para outros significados de Angus, ver Angus (desambiguação).
A Área de Conselho (ou Council Area) de Angus (em gaélico escocês, Aonghas), é uma das 32 novas subdivisões administrativas da Escócia e faz fronteira: com Aberdeenshire a norte, com o Mar do Norte a leste, com Dundee a sul e com Perth and Kinross a oeste.

## Geografia
A região pode ser dividida três regiões geograficas: a norte e leste a topografia é montanhosa com a população mais esparçada e a principal indústria é agricultura de montanha; no sul e no leste a topografia é constituida de colinas, ou falésias, onduladas litorâneas com a população mais concentrada; entre estas áreas esta o grande vale (the Great Valley) Strathmore que possui uma grande área fértil com culturas de batata, baga e pecuária.

## Condado de Angus
Angus foi historicamente um condado até 1975 (com o nome oficial de Forfarshire até 1928) quando tornou-se um distrito da região de Tayside. Em 1996, a região foi abolida e Angus foi estabelecida como uma autoridade unitária.